# Horisme bamiana
Horisme bamiana är en fjärilsart som beskrevs av Edward P. Wiltshire 1966. Horisme bamiana ingår i släktet Horisme och familjen mätare. Inga underarter finns listade i Catalogue of Life.